# Franciszek Wołuński
Franciszek Wołuński herbu Lubicz – podstoli warszawski w 1768 roku.